# Transasia Airways Flight 222

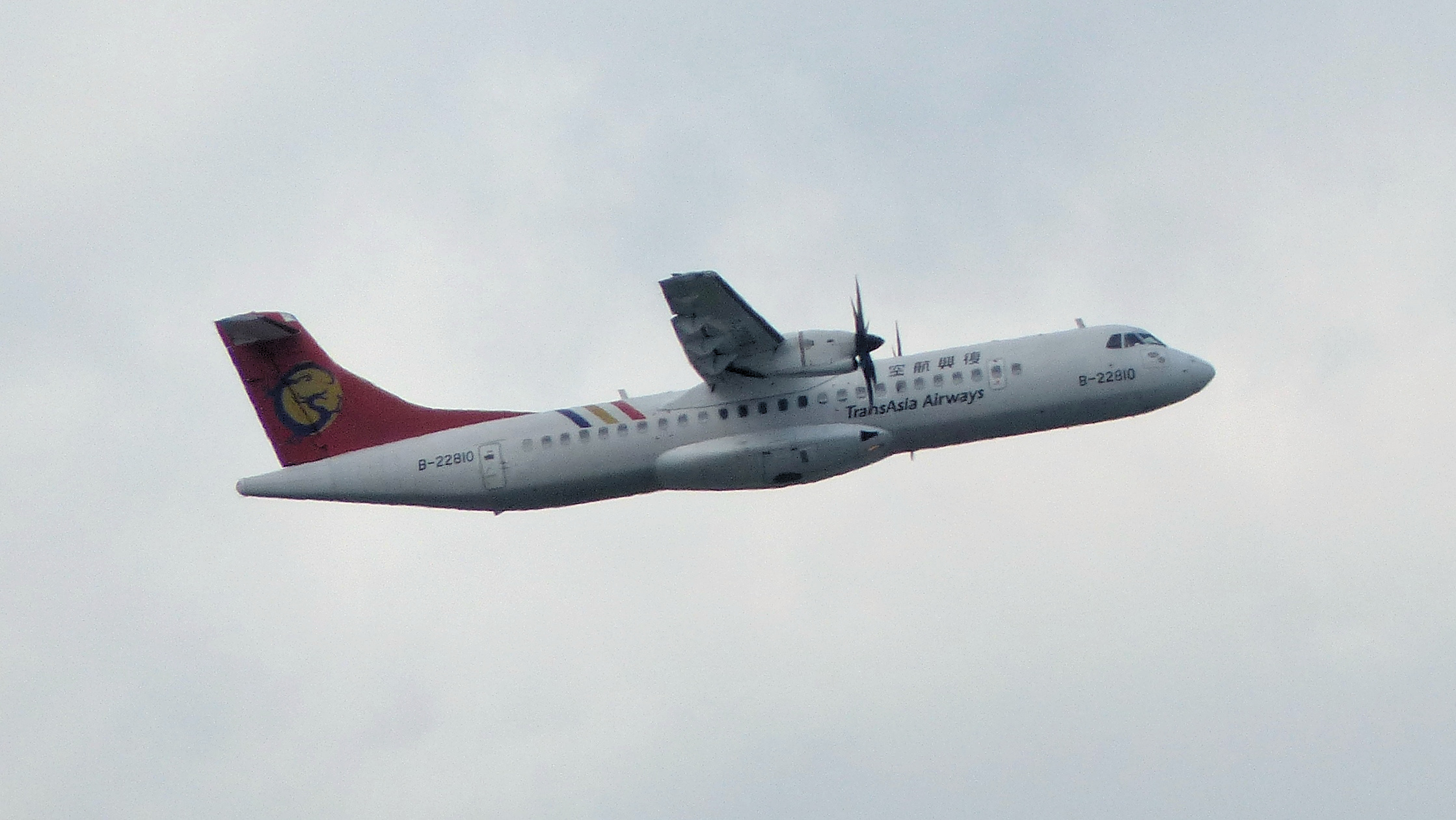
Olycksplanet, 18 juli 2014, fem dagar före olyckan.

Transasia Airways Flight 222 (GE222/TNA222) var en reguljär inrikesflygning från Kaohsiung till Magong på Penghuöarna, med en ATR 72-500 från Transasia Airways. Den 23 juli 2014 havererade planet under landningen på Penghu. Det hade 54 passagerare och 4 besättningsmedlemmar ombord varav 48 omkom.
Flight 222 var försenat på grund av dåligt väder och under sitt   andra landningsförsök störtade det ner i två bostadshus till vänster om landingsbanan. Husen bröt i brand och 5 personer på marken skadades. Enligt haverirapporten, som publicerades den 29 januari 2016, orsakades olyckan av pilotfel.